# Kurt Albert
Kurt Albert, né le 28 janvier 1954 à Nuremberg et décédé le 28 septembre 2010 à Erlangen, était un grimpeur, alpiniste et photographe allemand.
Il est considéré comme l'un des pionniers de l'escalade moderne libre. Il est l'inventeur du terme Rotpunkt, qui deviendra en anglais Redpoint et qui désigne une ascension libre, c'est-à-dire réalisée sans l'aide d'artifices.

## Biographie
Kurt Albert fait ses débuts comme grimpeur à l'âge de 14 ans, avec une section de la DAV (Deutscher Alpenverein : Association alpine allemande) dans le Jura franconien (Frankenjura). À cette époque, les techniques d'escalade sont surtout artificielles, des échelles ou des étriers sont utilisées pour la progression. Très rapidement, il s'illustre en réalisant des classiques de l'alpinisme comme l'éperon Walker dans les Grandes Jorasses à l'âge de 17 ans ou la face nord de l'Eiger, un an plus tard. 
En 1973, lors d'un séjour en Suisse Saxonne où des voies ont été ouvertes en libre au XIXe siècle, il se rend compte que l'escalade artificielle est dans une impasse et décide de se consacrer à l'escalade libre, c'est-à-dire à mains nues et sans autre artifice que des équipements de protection (corde, harnais, dégaines…). Après chaque réalisation en libre, il prend pour habitude de marquer la voie réussie d'un point rouge (allemand : Rotpunkt) ; il invente ainsi le principe du Rotpunkt : on marque d'un cercle rouge les voies où tous les mouvements ont été faits en libre puis, lorsque la voie est enchaînée, on remplit le cercle pour en faire un point rouge, le point rouge indiquant aux autres grimpeurs que cette ascension est possible en libre. Peu à peu, ce point rouge (Rotpunkt en allemand) devient synonyme de « ascension libre » en Allemagne, mais aussi en Angleterre (Redpoint en anglais). 
Avec d'autres compatriotes comme Wolfgang Fietz (de), Norbert Sander, Norbert Batz et plus tard Wolfgang Güllich, Kurt Albert réalise en libre les voies les plus dures du Jura franconien, comme Osterweg (VIII-, 7a) en 1977, Sautanz (IX-, 7b+) en 1981 et surtout Magnet (IX, 7c) en 1982. Il s'illustre aussi dans des voies en solo comme Fight Gravity (VIII+, 7b), Rubberneck (VIII+, 7b) ou Courage Fuyons (7b) à Buoux, en France.
Au-delà des sites d'escalade réputés, Kurt Albert introduit son principe d'escalade libre sur les grandes parois des Dolomites (1987) puis s'illustre en grandes voies dans les montagnes extra-européennes avec des premières comme Eternal Flame (IX-) aux tours de Trango avec Wolfgang Güllich en 1989 (« cette voie est considérée comme la plus dure et la plus belle escalade d'altitude qui soit »), Riders on the Storm (IX) en 1990, Stairway To Heaven (IX) en 1993 ou Moby Dick (IX+) en 1994. Véritable globe-trotter de l'escalade en big walls, il ouvre des voies dans de nombreux endroits du monde: Himalaya, Patagonie, Groenland, ou Venezuela…
Initialement professeur de mathématiques, Kurt Albert a abandonné l'enseignement pour vivre de ses conférences.
Il reçoit le prix Albert Mountain Award en 2008. 
Toujours très actif malgré son âge dans les années 2000, il est victime d'une chute de 18 mètres lors d'une via ferrata à Höhenglücksteig près de Hirschbach en Bavière, le 26 septembre 2010 et décède deux jours plus tard.

## Réalisations notables
- 1975 Première ascension en libre de la voie Adolf-Rott-Ged. Weg (VI+), Frankenjura, première voie qu'il ait marquée d'un point rouge
- 1977 Première ascension en libre de Devil's Crack (VII) et de Osterweg (VIII-), Frankenjura
- 1979 Solo Devil's Crack (VII), Röthelfels, Frankenjura
- 1980 Première ascension en libre Rubberneck (VIII+), Richard Wagnser Fels, Frankenjura
- 1981 Première ascension en libre de Sautanz (IX-), Frankenjura
- 1982 Première ascension en libre de Magnet (IX-), la voie la plus dure du Frankenjura
- 1986 Solo Fight Gravity (VIII+), Richard Wagnser Fels, Frankenjura
- 1987 Première ascension en libre de la voie Hasse - Brandler (VIII) à la Cima Grande, Dolomites[1]
- 1987 Première ascension en libre de la Voie Suisse (IX-) à la Cima Ovest, Dolomites[1]
- 1987 Solo Rubberneck (VIII+), Richard Wagnser Fels, Frankenjura
- 1988 Solo Courage Fuyons (7b), Buoux, France
- 1988 Première ascension en libre  de la voie Yougoslave (7a+), Tour sans nom, Karakoram[1]
- 1989 Première ascension en libre d'Eternal Flame (IX-, 3 points d'aide), Tour sans nom, Karakoram[1]
- 1990 Première ascension en libre  de Riders on the Storm (IX), Tour centrale de Paine, Patagonie[1]
- 1993 Première ascension en libre de Stairway to Heaven (IX), Roraima, Venezuela
- 1994 Première ascension en libre de Moby Dick (IX+), Ulamertorsuaq, Groenland[1]
- 1995 Première ascension en libre de Royal Flush (IX), Fitz Roy, Patagonie[1]
- 1995 Première ascension en libre de Fitzcarraldo (VIII+) mont Harrison Smith, cirque des Parois Impossibles (Logan Mountains), Canada
- 1996 Première ascension en libre de Gelbe Mauer (IX) Tre Cime di Lavaredo, Dolomites
- 1997 Première ascension en libre de Nordlicht (VIII+), Tupilak, Groenland
- 1998 Première ascension en libre d'El Condorito (IX), Aguille Saint-Exupéry, Patagonie
- 1999 Première ascension en libre de Vela y Viento (IX-), Aguille Mermoz, Patagonie
- 1999 Première ascension en libre de Hart am Wind (VIII+), Cape Renard Tower, Antarctique
- 2000 Répétition de la voie Franco-Argentine, Fitz Roy, Patagonie
- 2000 Première ascension en libre d'Odyssée 2000 (VIII+, 500m), île de Baffin, Canada
- 2002 Première ascension en libre de Vampire Peak (VIII+), Lotus Mountain, Canada
- 2003 Répétition de Story About Dancing Dogs (IX/600m) mont Poi, Ndoto Mountains, Kenya[1]
- 2006 Première ascension en libre d'El Purgatorio (650m/IX), Tepuis Acopan, Venezuela
- 2008 Première ascension en libre d'El Nido del TirikTirik (7b/400m) Castillo, Venezuela
- 2009 Première ascension en libre de Hotel Guácharo (7a+/550m) Tepuis Roraima, Venezuela[1]